# Kalgoorlie-Boulder

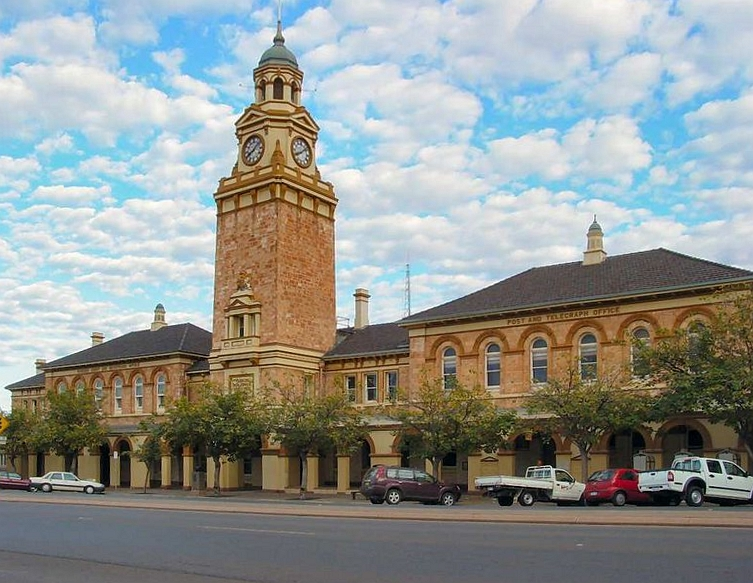
Kalgoorlie Courthouse, 1899 als Postgebäude errichtet, gegenwärtig Gerichtsgebäude

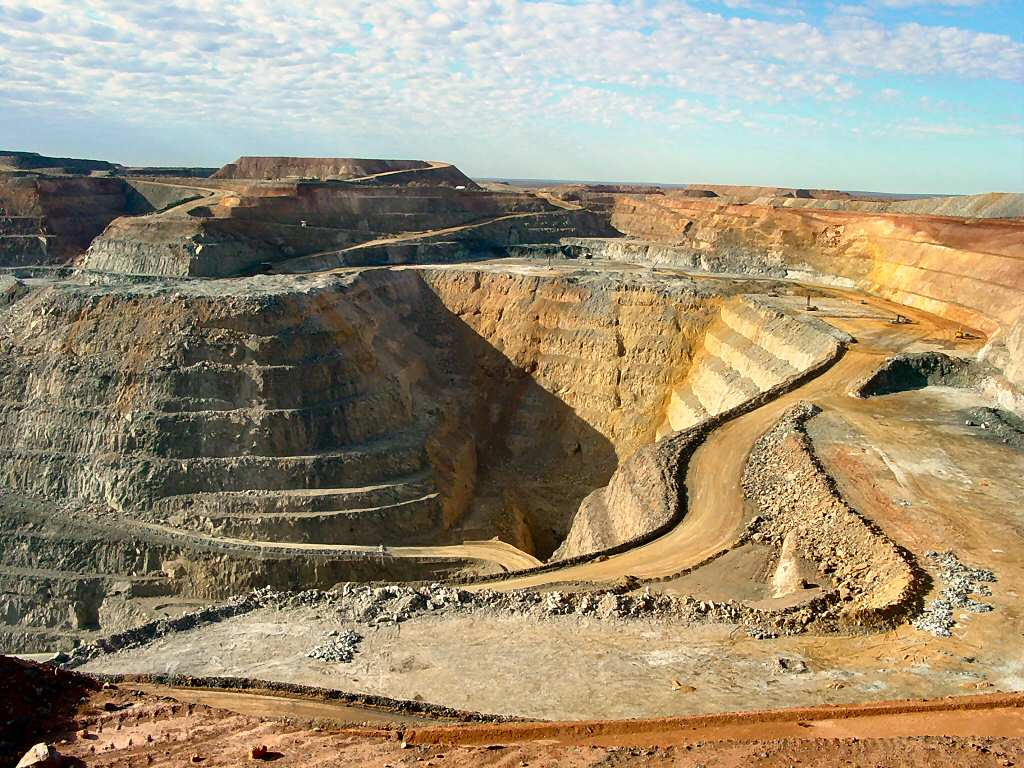
Der Tagebau in der „Super Pit“-Mine

Kalgoorlie-Boulder ist eine Stadt im australischen Westen mit rund 30.800 Einwohnern. Sie ging aus den Zwillingsstädten Kalgoorlie und Boulder hervor, die beide als Bergbaustädte an der Golden Mile entstanden. Der Ort liegt etwa 595 km östlich von Perth in der Region Goldfields-Esperance. Der Name Kalgoorlie kommt aus der Sprache der Aborigines, genauer gesagt vom Wort Karlkurla (sprich: gall-gall-la), das so viel bedeutet wie „Platz der glänzenden Birnen“. Gemeint sind die Früchte der Marsdenia australis.

## Geschichte
Wegen des großen australischen Goldrausches und weil Patrick Hannan 1893 an dieser Stelle Gold fand, wurde Kalgoorlie 1895 als Goldgräbersiedlung aus dem Boden gestampft. Seine Bedeutung als Goldgräberstadt wurde mit dem Bau der Eisenbahntrasse nach Perth 1896 noch gesteigert. Kalgoorlie liegt an der Golden Mile, einer der größten Goldadern der Welt.

Ein Problem der damaligen Zeit bestand in der Lage Kalgoorlies mitten im Outback, was die Wasserbeschaffung erschwerte. Der Ingenieur Charles O’Connor entwickelte 1898 ein 540 km langes Wassertransportsystem aus Stahlrohren und mit acht Pumpenstationen, das Golden Pipeline genannt wird. Es transportiert seit 1903 Wasser aus den Bergen bei Perth in ein Staubecken, das Mount Charlotte-Reservoir.
Die Schwesterstadt Boulder entstand ebenfalls in der Zeit der Goldgräber, zunächst als Lager direkt an den Minen.

## Klima
|                       | Jan  | Feb  | Mär  | Apr  | Mai  | Jun  | Jul  | Aug  | Sep  | Okt  | Nov  | Dez  |   |      |
| Mittl. Tagesmax. (°C) | 33,7 | 32,0 | 29,5 | 25,1 | 20,5 | 17,4 | 16,6 | 18,4 | 22,2 | 25,6 | 28,8 | 31,9 | ⌀ | 25,1 |
| Mittl. Tagesmin. (°C) | 18,2 | 17,7 | 16,0 | 12,5 | 8,5  | 6,1  | 4,9  | 5,4  | 7,9  | 10,9 | 13,9 | 16,5 | ⌀ | 11,5 |
|                       |      |      |      |      |      |      |      |      |      |      |      |      |   |      |
| Niederschlag (mm)     | 22,4 | 30,5 | 24,2 | 22,4 | 28,2 | 30,6 | 25,8 | 21,8 | 14,4 | 15,3 | 17,9 | 15,5 | Σ | 269  |
|                       |      |      |      |      |      |      |      |      |      |      |      |      |   |      |
| Regentage (d)         | 3,7  | 4,1  | 4,2  | 5,3  | 7,1  | 8,4  | 8,5  | 7,1  | 5,4  | 4,3  | 3,9  | 3,6  | Σ | 65,6 |
|                       |      |      |      |      |      |      |      |      |      |      |      |      |   |      |
| Luftfeuchtigkeit (%)  | 44   | 48   | 54   | 57   | 63   | 69   | 72   | 65   | 56   | 44   | 42   | 41   | ⌀ | 54,6 |

| 18,2 |

| 17,7 |

| 16,0 |

| 12,5 |

| 8,5 |

| 6,1 |

| 4,9 |

| 5,4 |

| 7,9 |

| 10,9 |

| 13,9 |

| 16,5 |

| 18,2 |

| 17,7 |

| 16,0 |

| 12,5 |

| 8,5 |

| 6,1 |

| 4,9 |

| 5,4 |

| 7,9 |

| 10,9 |

| 13,9 |

| 16,5 |

## Verkehr
Kalgoorlie-Boulder liegt an der Transaustralischen Eisenbahn. Die 1693 km lange Strecke von Kalgoorlie nach Port Augusta wurde 1917 fertig gestellt und verbindet das Eisenbahnnetz von Western Australia mit den Bundesstaaten des Ostens.

## Sehenswürdigkeiten

### Golden Mile
Im Nordosten der Stadt liegt die Golden Mile, eine der größten Goldadern der Welt. Hier finden sich noch zahlreiche historische Gebäude aus der Zeit des Goldrauschs und die Super-Pit-Goldmine, die heute noch in Betrieb ist. Eine Stunde lang dauert die kommentierte Fahrt mit dem Rattler der Golden Loopline Railway, wie die Minenarbeiter die ratternde Eisenbahn nennen, von der Boulder City Station aus. Sie führt an vielen Punkten der riesigen Mine vorbei.

### Hannan Street
Benannt nach Paddy Hannan, der hier als erster Gold fand, ist die Hauptstraße heute eine der Touristenattraktionen von Kalgoorlie-Boulder. Der Großteil der Häuser an der Hannan Street, deren Breite übrigens dem Umstand zu verdanken ist, dass hier früher ganze Kamelkarawanen wenden können mussten, stammt noch aus der Zeit der vorletzten Jahrhundertwende und spiegelt noch immer den Charme und Glanz des großen Goldrauschs wider. Einen Besuch wert ist u. a. das historische Rathaus aus dem Jahre 1908. Weiterhin befindet sich an der Hannan Street das Kalgoorlie Court House. Es wurde im Jahr 1899 als Postgebäude errichtet und in den 2010er Jahren aufwendig saniert und restauriert.

### Hannan’s North Tourist Mine
Das ehemalige Goldbergwerk wäre zwar noch betriebsfähig, dient aber heute nur noch als Touristenmagnet. Die Mine, durch welche die Besucher mit einer kleinen Bahn gefahren werden, liegt direkt an der Golden Mile. Zum Programm gehören beispielsweise das Gießen eines „Goldbarrens“ (es handelt sich dabei um wesentlich billigeres Kupfer), die Darstellung des Gewinnungsprozesses von Gold sowie das traditionelle Goldwaschen.

### Super-Pit-Goldmine
Die 5 km breite und 1,5 km lange und 360 Meter tiefe Super-Pit-Goldmine, ist das größte Goldbergwerk Australiens und  fördert im Tagebau jährlich 850.000 Unzen (28 Tonnen) Gold. Eine gute Aussicht auf die Mine hat man vom Super Pit Lookout (Boulder Block Road) und sie kann auch besichtigt werden.

### Museum of the Goldfields
Das Museum hat umfangreiche Ausstellungen zur Geschichte der Stadt und zum Goldsuchen. Außerdem befindet sich im Museum heute eine Kneipe, das British Arms. Angeblich ist es die kleinste Bar Western Australias.

### Coolgardie
Die Stadt Coolgardie 40 km westlich Kalgoorlies wurde 1892 als Folge von Goldfunden gegründet. In ihrer Blütezeit lebten hier 15.000 Menschen, heute sind es nur noch 700. Haupteinnahmequelle ist heute der Tourismus. Zur Besichtigung bieten sich der historische Bahnhof von 1896, drei Museen und ein vom Goldrausch zeugender Friedhof an.

## Söhne und Töchter der Stadt
- Gavin Casey (1907–1964), Schriftsteller
- Rica Erickson (1908–2009), Naturforscherin, botanische Zeichnerin, Historikerin, Autorin und Lehrerin
- Edmund Hudleston GCB CBE (1908–1994), britischer Luftwaffenoffizier der Royal Air Force
- Sir Wallace Kyle (1910–1988), Offizier der Royal Air Force und Gouverneur von Western Australia
- Bob Marshall (1910–2004), Billardweltmeister, Politiker und Geschäftsmann
- John Cornell (1941–2021), Regisseur, Drehbuchautor und Filmproduzent
- Kevin Bloody Wilson (* 1947), Comedy-Sänger und Songwriter
- Barry Marshall (* 1951), Mediziner und Träger des Nobelpreises für Physiologie und Medizin 2005
- Terry Walsh (* 1953), Feldhockeyspieler und -trainer
- Andrew Bovell (* 1962), Schriftsteller
- Louise Pratt (* 1972), Politikerin
- Sarah Kent (* 1990), Radsportlerin
- Jason Lowndes (1994–2017), Radsportler
- Alexandra Manly (* 1996), Radsportlerin
- Brady Gilmore (* 2001), Radrennfahrer